# エナガ
エナガ（柄長、Aegithalos caudatus）は、エナガ科エナガ属に分類される鳥の一種である。

## 分布
ユーラシア大陸の中緯度地方を中心にヨーロッパから中央アジア、日本まで広く分布する。ただしヒマラヤと中央の高地には分布しない。

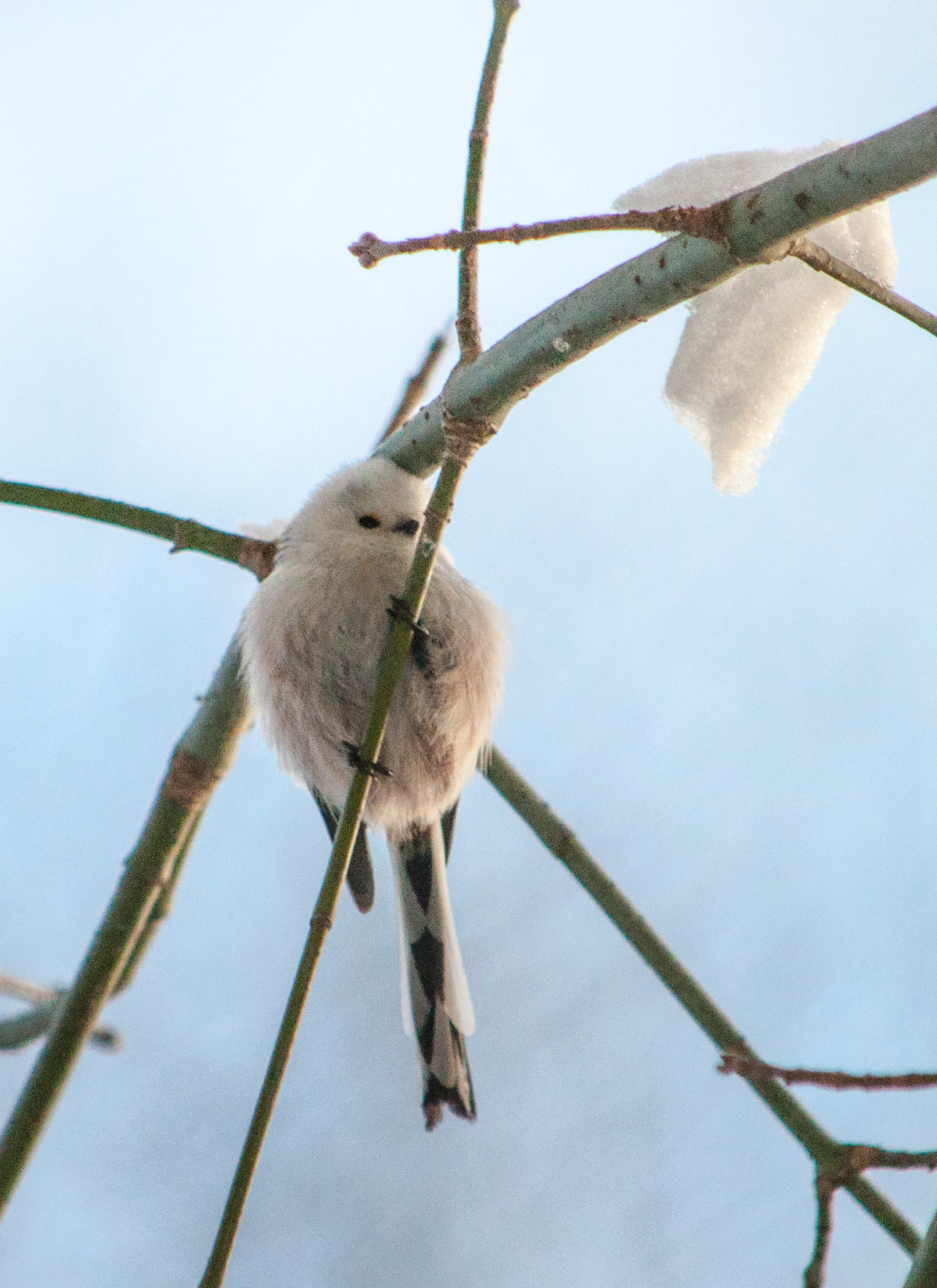
冬のウクライナのエナガ

日本では九州以北に留鳥または漂鳥として生息する。渡りはしない。

## 形態
全長は約14 cmないし13 cm。翼開長は約16 cm。体重は5.5 - 9.5 g。左記体長には長い尾羽を含むので、尾羽を含めない身体はスズメ（体重約24 g）と比べるとずいぶん小さいが、羽が柔らかく膨らみ、尾が長いため、実際よりやや大きく見える。尾の長さは約75 mm。
黒いくちばしは小さく（約7 mm）、嘴峰は湾曲している。首は短く、丸い体に長い尾羽がついた小鳥である。雌雄同形同色で、外観上の区別はできない。
成鳥は瞼が黄色く、南方系の亜種（エナガなど）の場合は黒色の太い眉斑があるが、北方系の亜種（シマエナガなど）の場合は頭部全体が白い。眉斑を有する南方系亜種の場合、眉斑はそのまま背中まで太く黒い模様になっている。肩のあたり（背の両側）と尾の下（下尾筒）は淡い葡萄色で、額から頭上、および顔と体下面は白い。翼・尾は黒い。羽毛は薄褐色の初列風切が10枚で野外では黒く見え、次列風切りが6枚で重ねると黒く見え、3列風切が3枚で他の風切羽より褐色味が強く、尾羽は6枚で内側3枚は黒色、外側3枚は黒色に白色の模様が混じる。
幼鳥は成鳥で黒色になる部分が淡色で、眉斑などは褐色味を帯びる。また頬は淡黄色で、瞼は赤く、背・下腹部の淡い葡萄色味はない。

## 名前の由来
属名 Aegithalos はギリシャ語で「シジュウカラ類の一種」を、種小名 caudatus は中世ラテン語で「（長い）尾の」をそれぞれ意味する単語で、学名は「長い尾のシジュウカラ類の一種」という意味である。
和名は極端に長い尾（全長14 cmに対して尾の長さが7 - 8 cm）を柄の長い柄杓に例えたことに由来し、江戸時代には「柄長柄杓（えながひしゃく）」、「柄柄杓（えびしゃく）」、「尾長柄杓（おながひしゃく）」、「柄長鳥（えながどり）」などとも呼ばれていた。

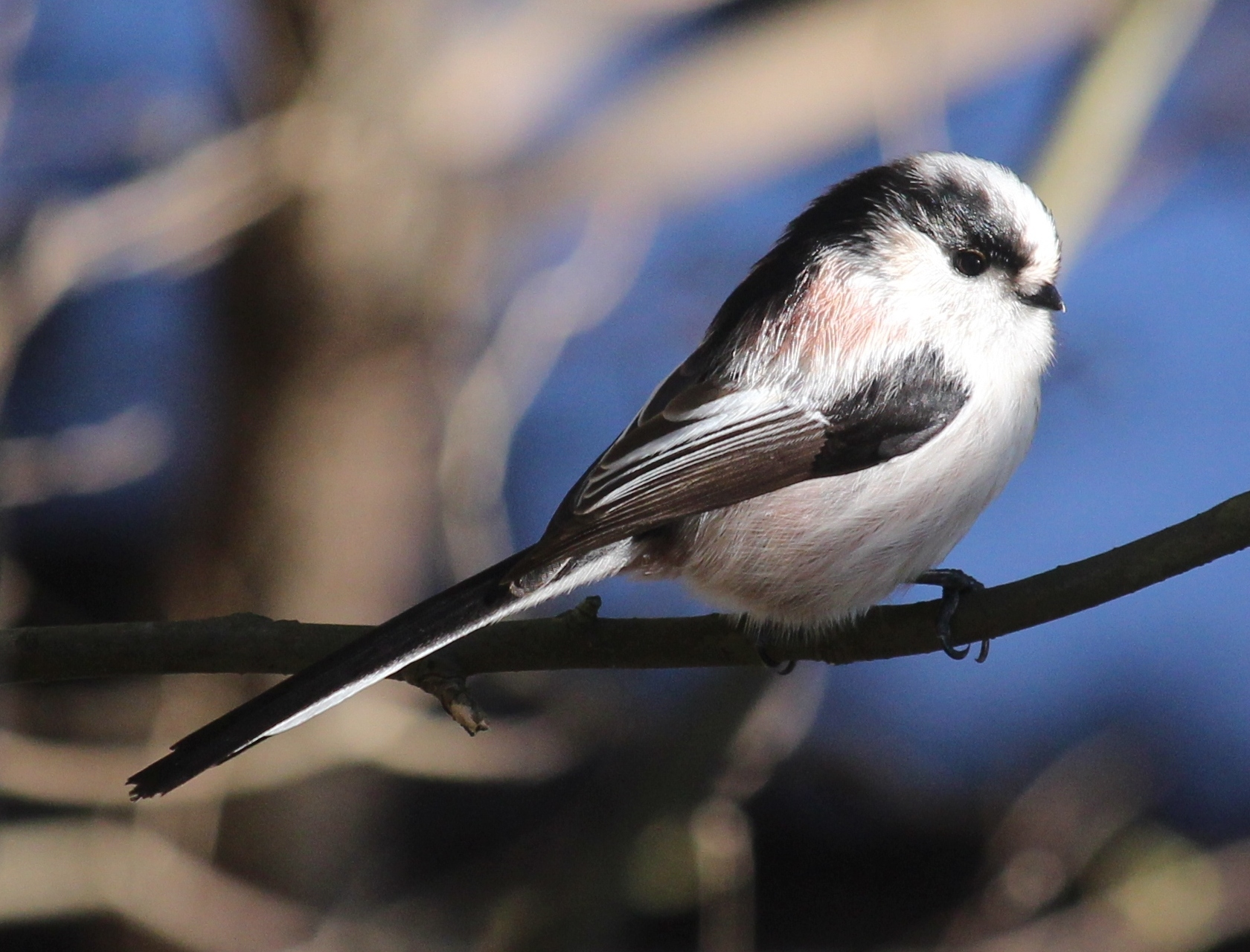
尾羽が長いのが特徴
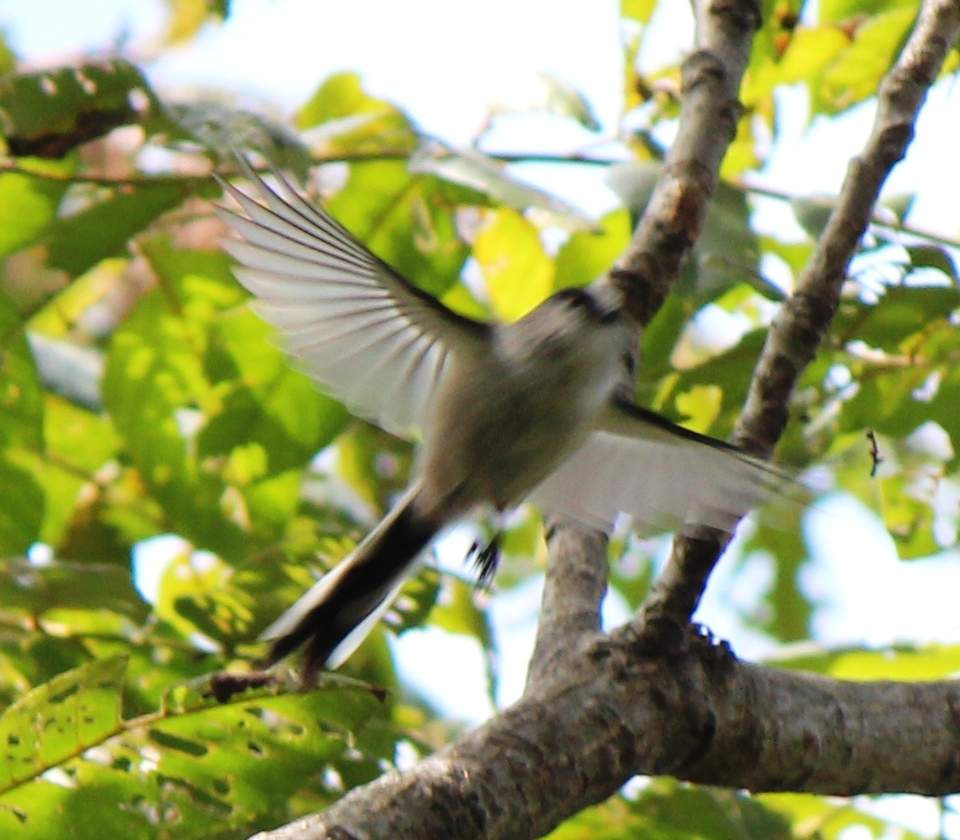
飛行中の様子
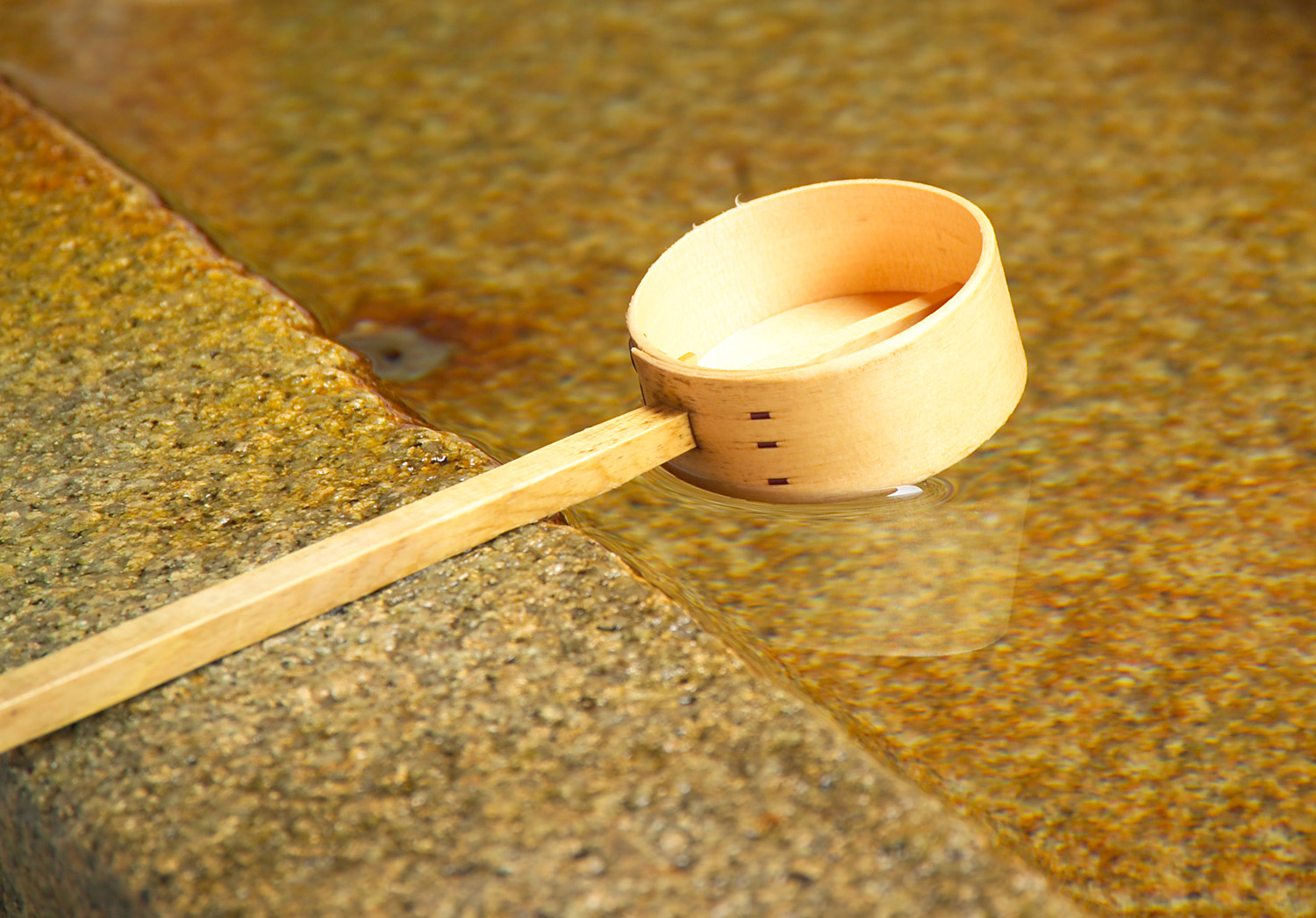
和名の由来である柄杓
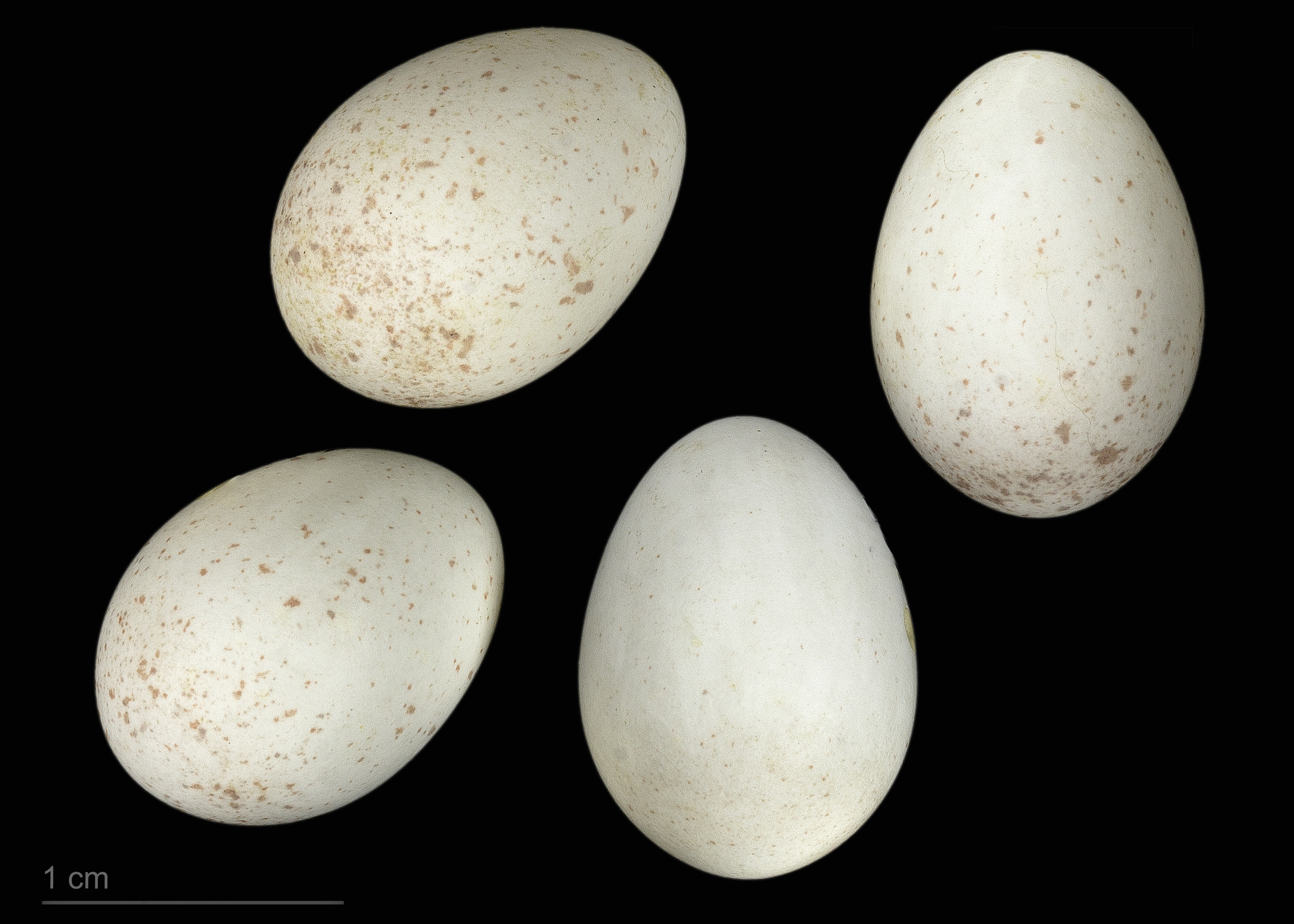
Aegithalos caudatus

## 分類

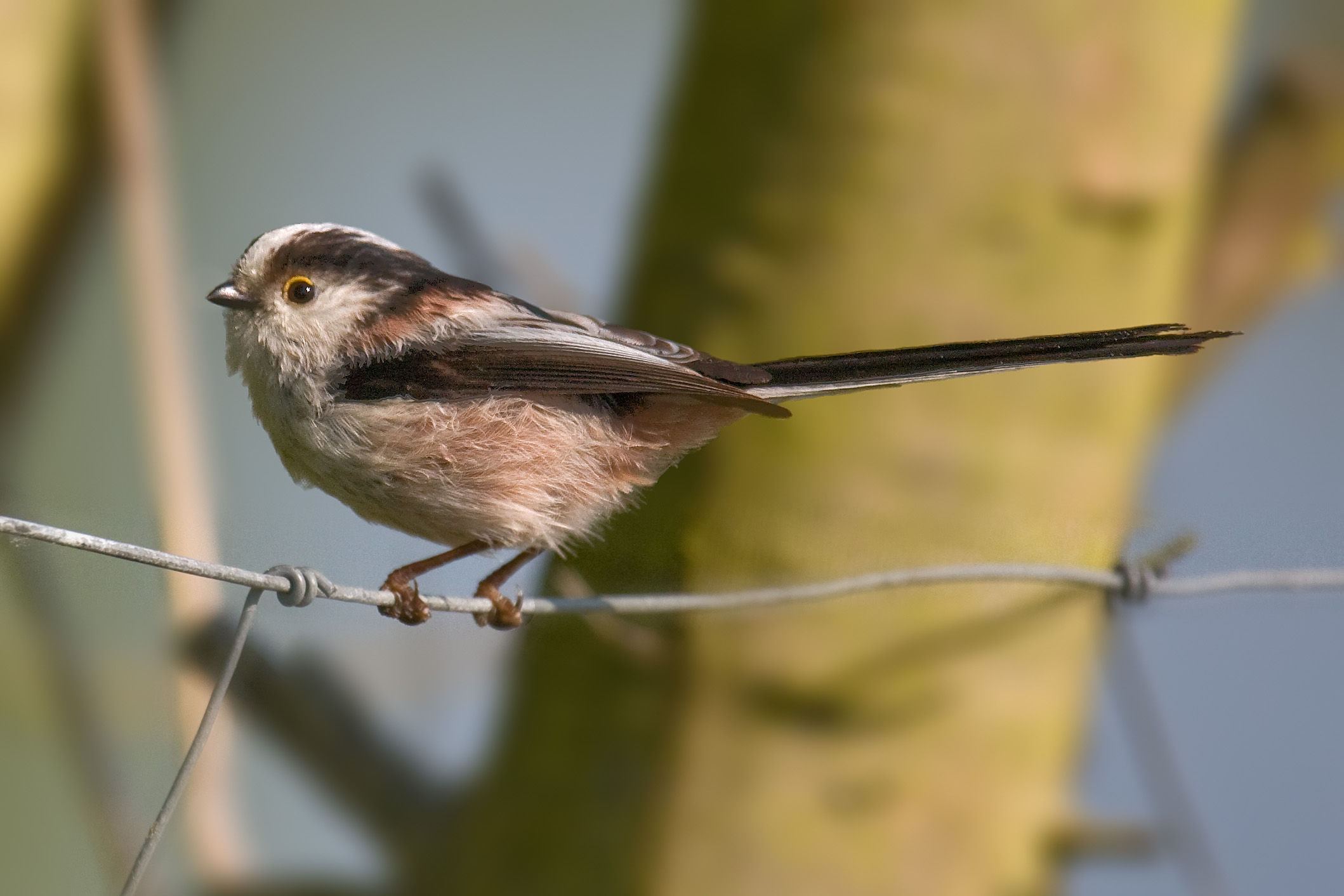
A. c. europaeus

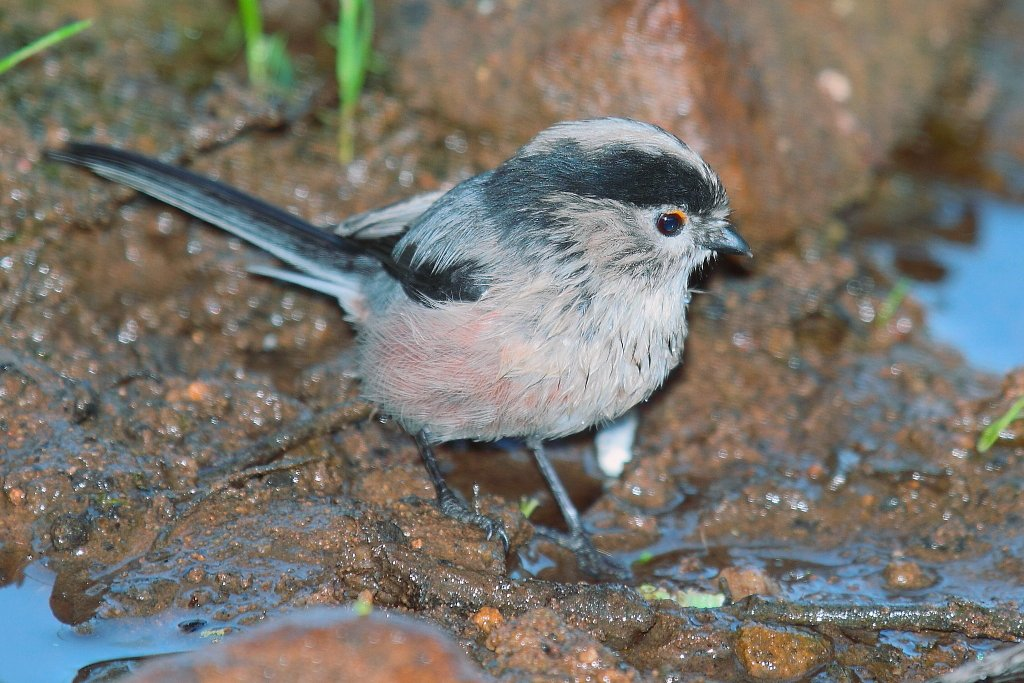
A. c. irbii

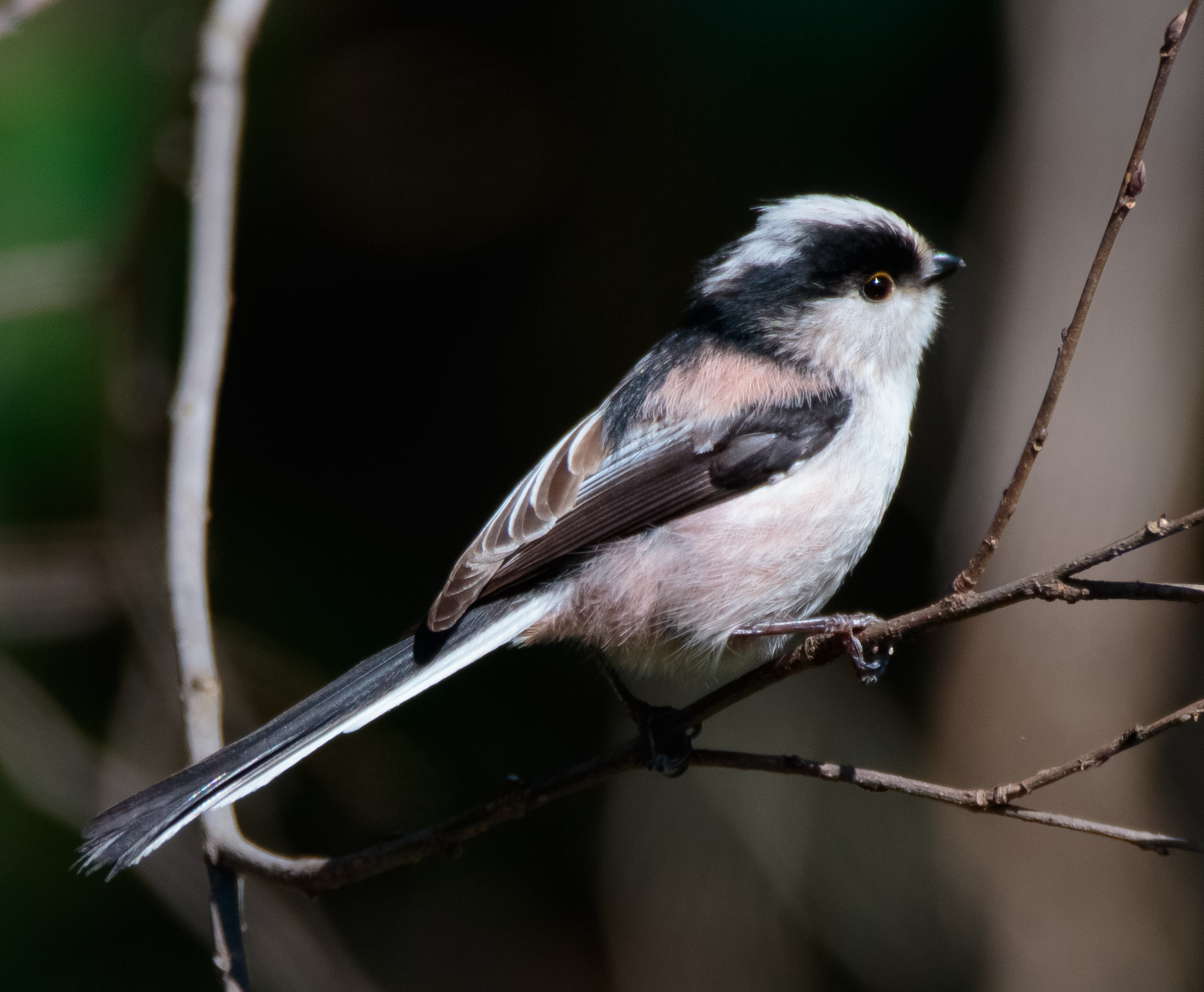
亜種エナガ
A. c. trivirgatus

エナガ Aegithalos caudatus は体の大きさ・体の各部の羽色の相違から20前後の亜種に分類されている。以下の亜種の分類・分布は、IOC World Bird List (v10.1)に従う。基亜種を除く日本に分布する亜種の分布・和名は、日本産鳥類目録 改訂第7版に従う。
Aegithalos caudatus caudatus (Linnaeus, 1758)
ヨーロッパ北部および東部からシベリアにかけて、日本、朝鮮半島
亜種シマエナガ A. c. japonicus はシノニムとされるが、系統関係について十分な研究が行われていないという指摘もある。
Aegithalos caudatus japonicus Prazák, 1897 シマエナガ
シマエナガ（漢字表記：島柄長）は日本では北海道に分布する。本州の青森県、岩手県、秋田県、宮城県の一部で観察記録がある。本州中部以北で迷鳥として記録されることがある。本州以南に分布する3亜種とは異なり、黒い眉斑（過眼線）がなく、頭部全体が白い。ただし、幼鳥はエナガと同様に眉斑などが褐色味を帯びるため、幼鳥の亜種間の区別は難しい。
Aegithalos caudatus alpinus (Hablizl, 1783)
アゼルバイジャン南東部、イラン北部、トルクメニスタン南西部
Aegithalos caudatus aremoricus Whistler, 1929
フランス西部
Aegithalos caudatus europaeus (Hermann, 1804)
フランス北東部・ドイツからイタリア北部・トルコにかけて
Aegithalos caudatus irbii (Sharpe & Dresser, 1871)
スペイン南部、ポルトガル、コルシカ島
Aegithalos caudatus italiae Jourdain, 1910
イタリア中部および南部、スロベニア南西部
Aegithalos caudatus kiusiuensis Kuroda, 1923 キュウシュウエナガ
四国、九州
胸の黒斑が薄い。
Aegithalos caudatus macedonicus (Salvadori & Dresser, 1892)
アルバニア・ギリシャから、ブルガリア・トルコ北西部にかけて
Aegithalos caudatus magnus (Clark, 1907) チョウセンエナガ
朝鮮半島、対馬、壱岐
Aegithalos caudatus major (Radde, 1884)
トルコ北東部、コーカサス
Aegithalos caudatus passekii(Zarudny, 1904)
イラン南西部、トルコ南東部
Aegithalos caudatus rosaceus Mathews, 1938
ブリテン諸島
Aegithalos caudatus siculus (Whitaker, 1901)
シチリア島
Aegithalos caudatus taiti Ingram, 1913
フランス南部および南西部から、スペイン中部・ポルトガルにかけ
Aegithalos caudatus tauricus (Menzbier, 1903)
クリミア半島
Aegithalos caudatus tephronotus (Gunther, 1865)
ギリシャ東部から、イラク北部・シリア・トルコ中部にかけて
Aegithalos caudatus trivirgatus (Temminck & Schlegel, 1848) エナガ
本州、佐渡島、隠岐

### 日本産の亜種

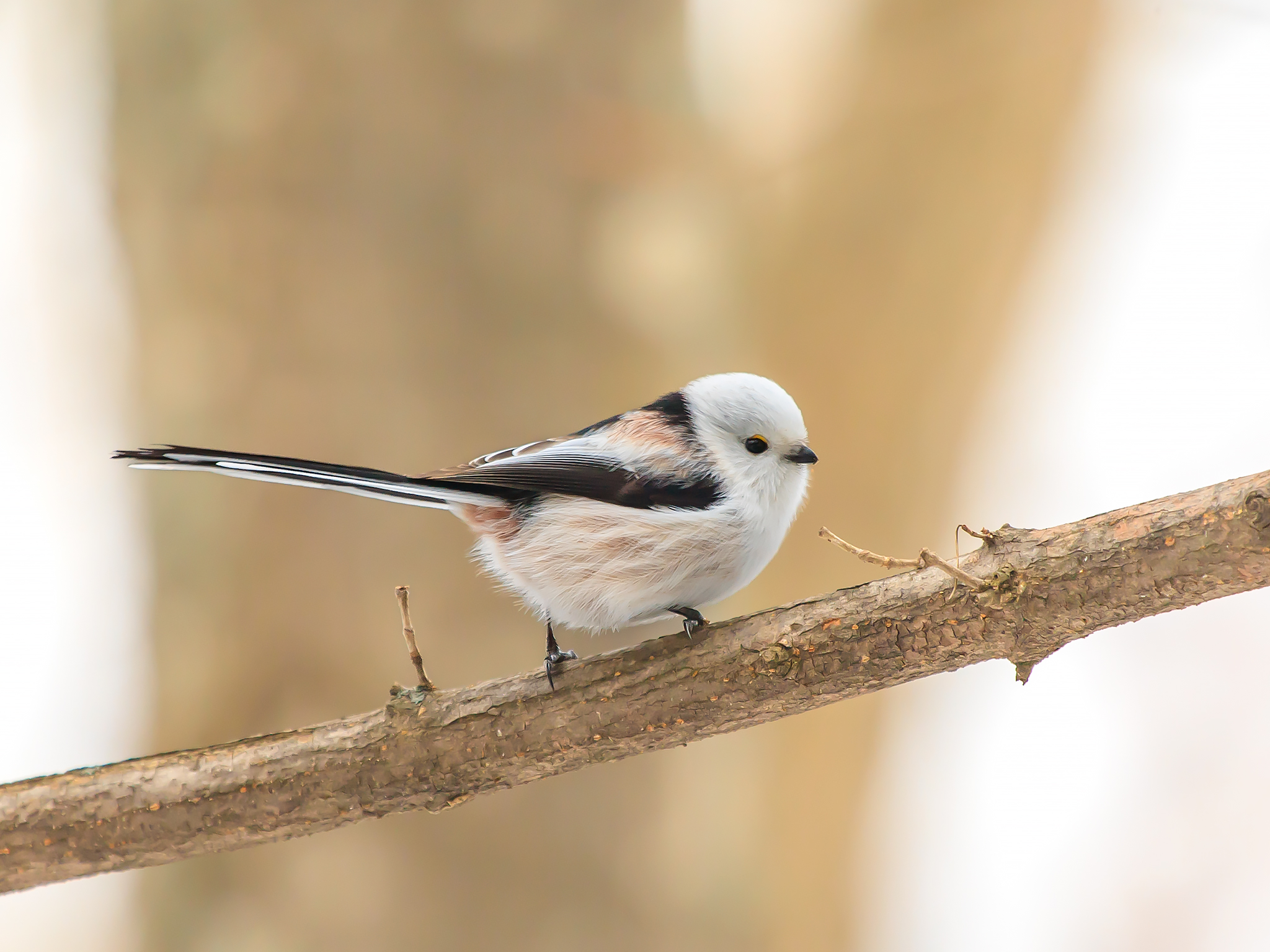
シマエナガ北海道旭川市撮影

日本ではシマエナガ（北海道 / 基亜種のシノニムとする説あり）・エナガ（本州など）・キュウシュウエナガ（四国および九州）・チョウセンエナガ（対馬など）4亜種が生息するが、北方系亜種であるシマエナガを除き、いずれも南方系の亜種である。南方系3亜種の場合、（成鳥の）亜種間の羽色にはほとんど差異はない。また、幼鳥には亜種間の差異はほとんどない。
なお千葉県北西部を中心に、眉斑の色が淡い亜種シマエナガのような個体が見られる場合があり、そのような個体は「チバエナガ」という通称で呼ばれる。江戸時代中期の書物『観文禽譜』には「どろえなが」の名で「或云 形えながに似て 頭灰白 今此鳥を以て偽て島えながとなす 上総の産なり」という記述があり、エナガの変異個体である可能性も示唆されているが、正体は不明である。

## 生態
主に平地から山地にかけての林に生息するが、樹木の多い庭園・公園や街路樹などでも見ることができる。冬季は山地上部にいた個体が越冬のため、低地の里山に降りてくることがある。
繁殖期は群れの中につがいで小さな縄張りを持つ。非繁殖期も小さな群れをつくるが、シジュウカラ、ヤマガラ、ヒガラ、メジロ、コゲラなどの違う種の小鳥と混群することも多い。エナガはその混群の先導を行う。また、非繁殖期にはねぐらとなる木の枝に並列し、小さなからだを寄せ合って集団で眠る習性がある。街中の街路樹がねぐらとなることもあり、ねぐらとなった街路樹は夕方にはたくさんのエナガの鳴き声でザワザワと騒がしくなり木の下には糞がたくさん落とされることになる。地鳴きで仲間を確認しながら、群れで雑木林の中を動き回る。

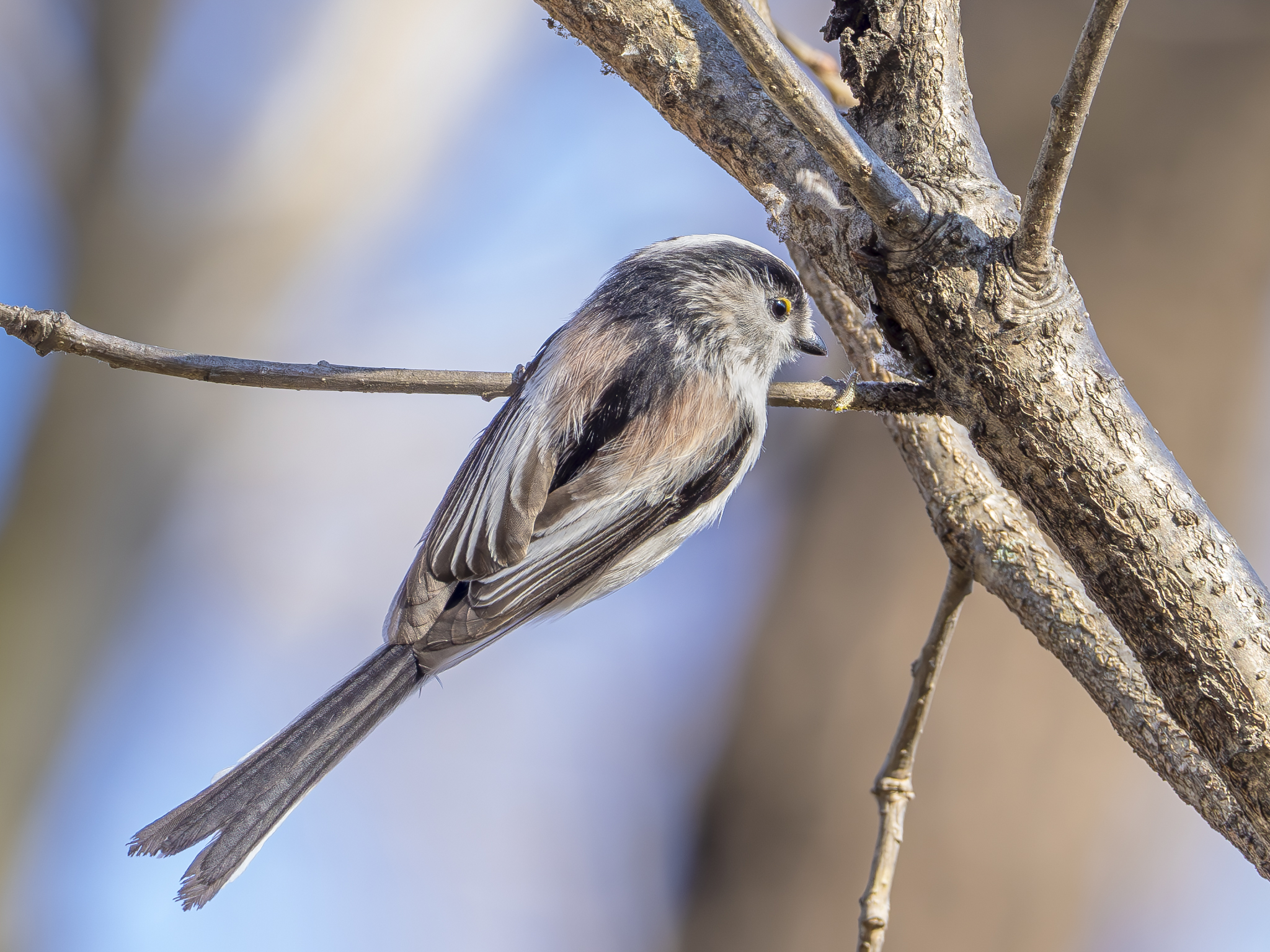
幼虫を捕食しようとするエナガ、群馬県

木の枝先などで小さな昆虫類・クモ類・木の実など、草の種子を食べる。特にアブラムシを好み、葉先にいるアブラムシを停空飛行しながら捕食したり、枝にぶら下がって種子を食べたりすることもある。また、樹皮から染み出る樹液を吸うこともある。

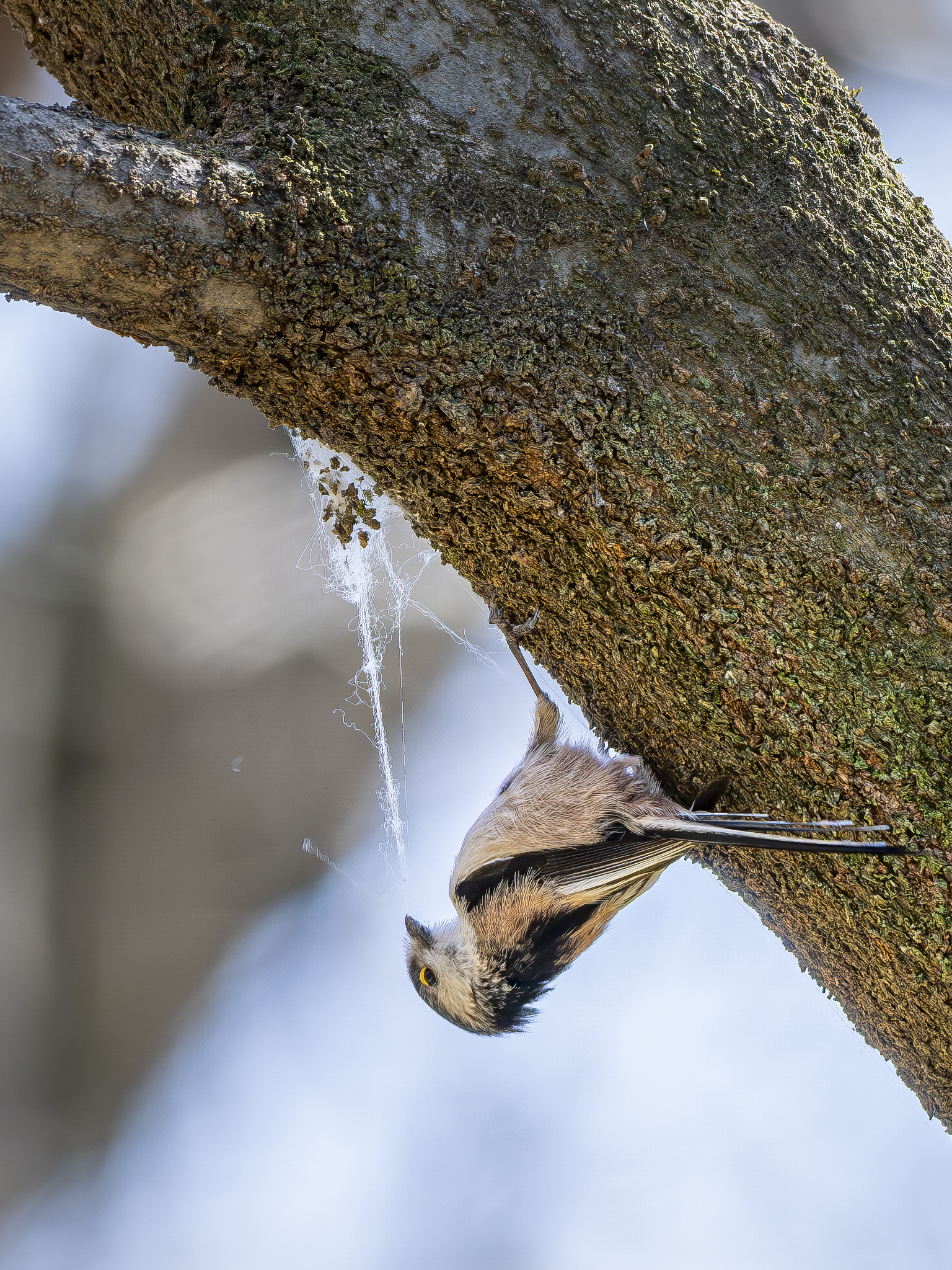
巣の材料を集めるエナガ、群馬県

3月ごろから繁殖期に入り、つがいとなって、樹木の枝や幹のまたに、苔をクモの糸で丸くまとめた袋状の精巧な巣を作る。このため、巧婦鳥（たくみどり）と呼ばれることもあった。巣は円形ないし楕円形（横幅約8×10 cm、縦約15 cm）の袋状で、側面上部に小さな丸い出入口（直径約2.5 cm）がある。巣は樹幹の瘤のように見え、似たような巣を作る鳥は他にいない。

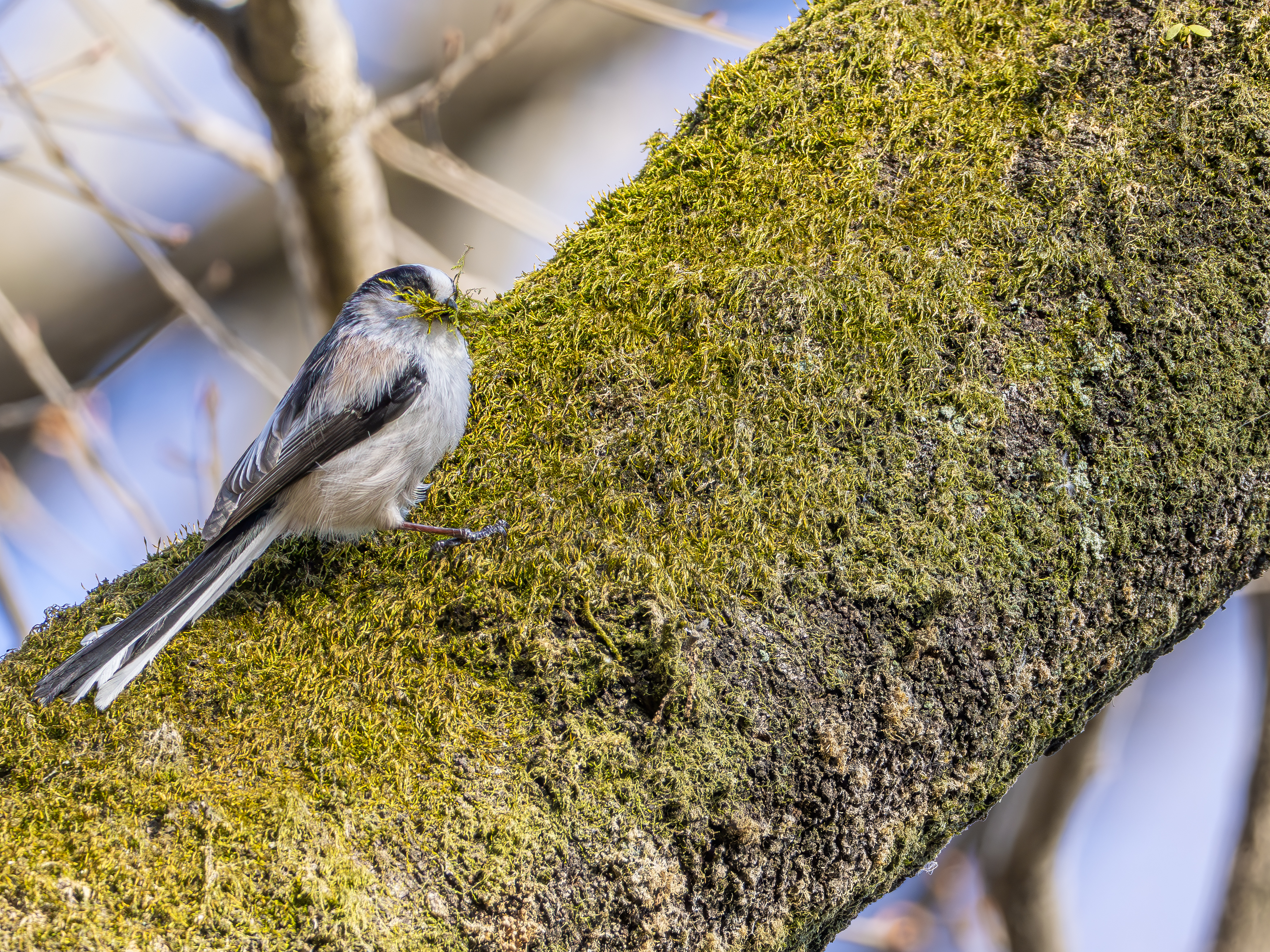
巣の材料を集めるエナガ、群馬県
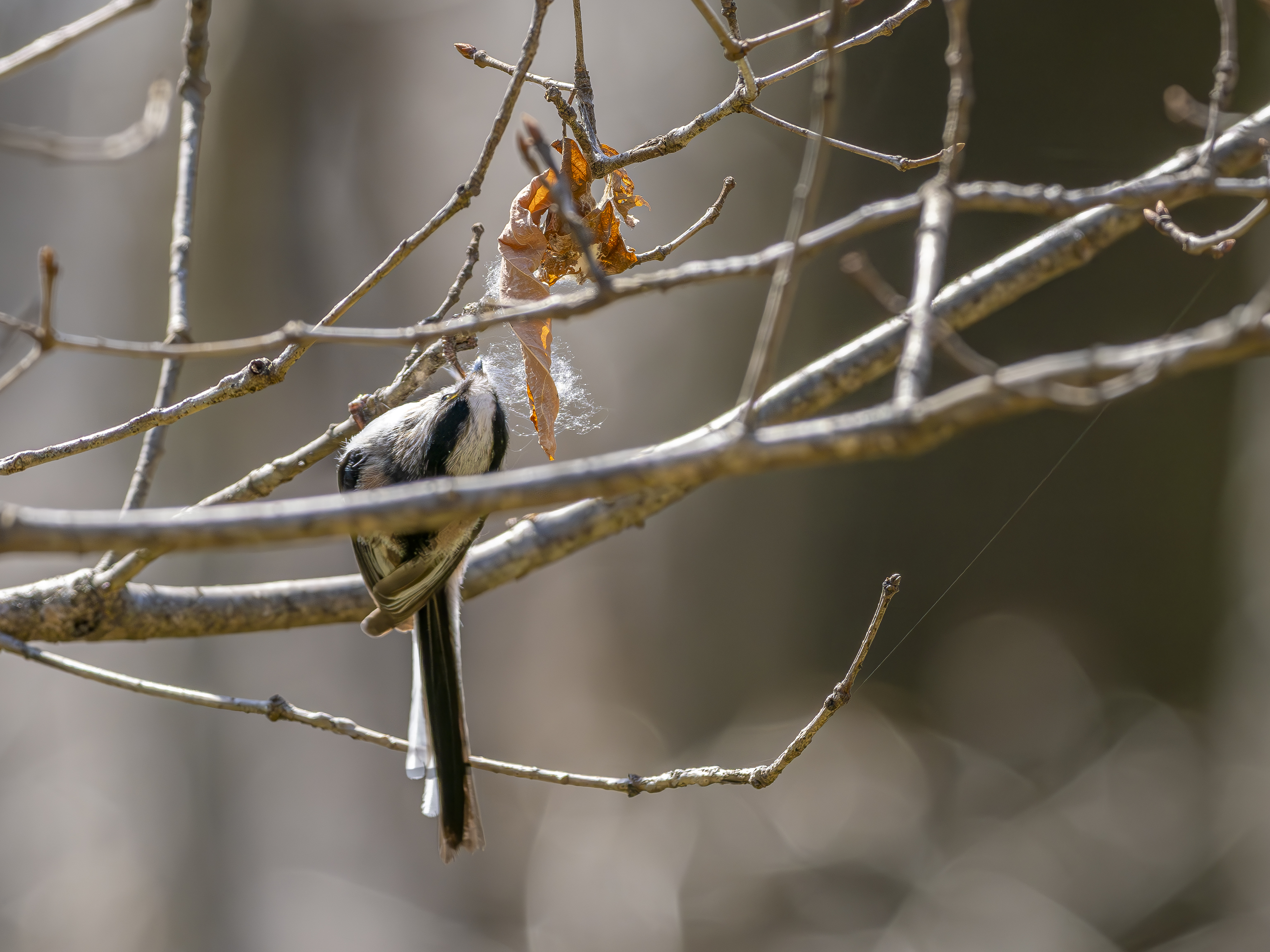
巣の材料を集めるエナガ、群馬県

4月 - 6月に白色有斑の卵を7 - 12個産み、主に雌が12 - 14日間抱卵する。4月には雛が見られることがある。産座には大量の羽毛が敷きつめられる。雛は孵化後、約14 - 17日で巣立ち、巣立ち後はいくつかの家族群が集まり、群れで行動する。つがい以外の繁殖に失敗した雄が育雛に参加することもあり、雌だけでなく雄が給餌する場合もある。また、シジュウカラの育雛にも参加する例が確認されている。
日本では岐阜県で2001年 - 2004年に行われた178巣の調査では、56巣がなんらかの捕食者（ハシボソガラス・ハシブトガラス・ニホンイタチ・ヘビ類）による襲撃により繁殖に失敗し (31.5 %)  、繁殖に成功したのは51巣 (28.7 %) という報告例がある。
昼に樹上・藪の中・地上・空中などで鳴く。鳴き声は1年を通じて同じで、さえずりは、「チーチー」、「ツリリ」、「ジュリリ」。地鳴きは「チュリリ」、「ジュリリ」。猛禽類のハイタカ、ツミ、モズなどにより捕食されることがあり、これらの外敵を察知すると警戒発声を行う。またオオカマキリなどの大型の肉食性の昆虫に捕食されることもある。

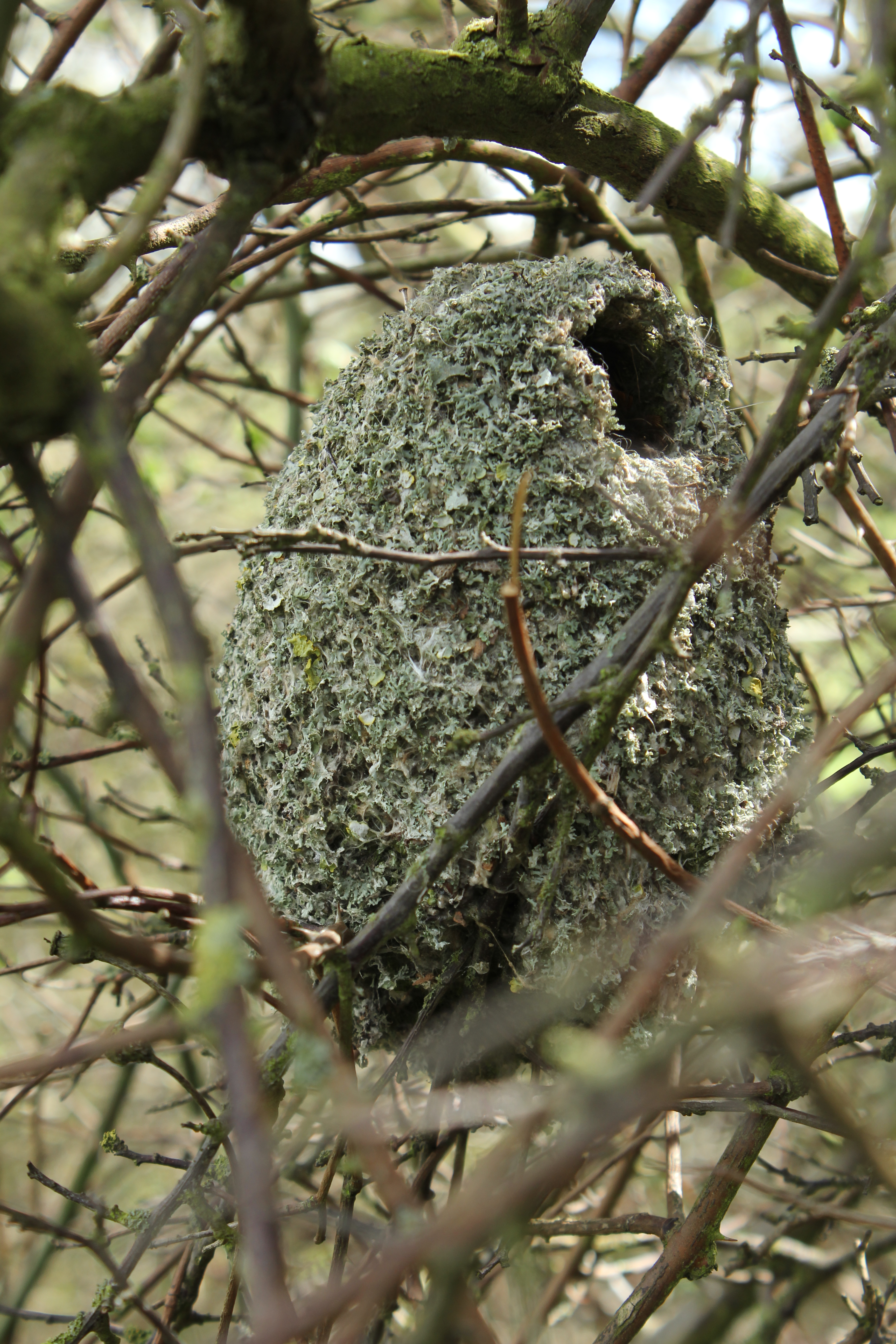
袋状の巣
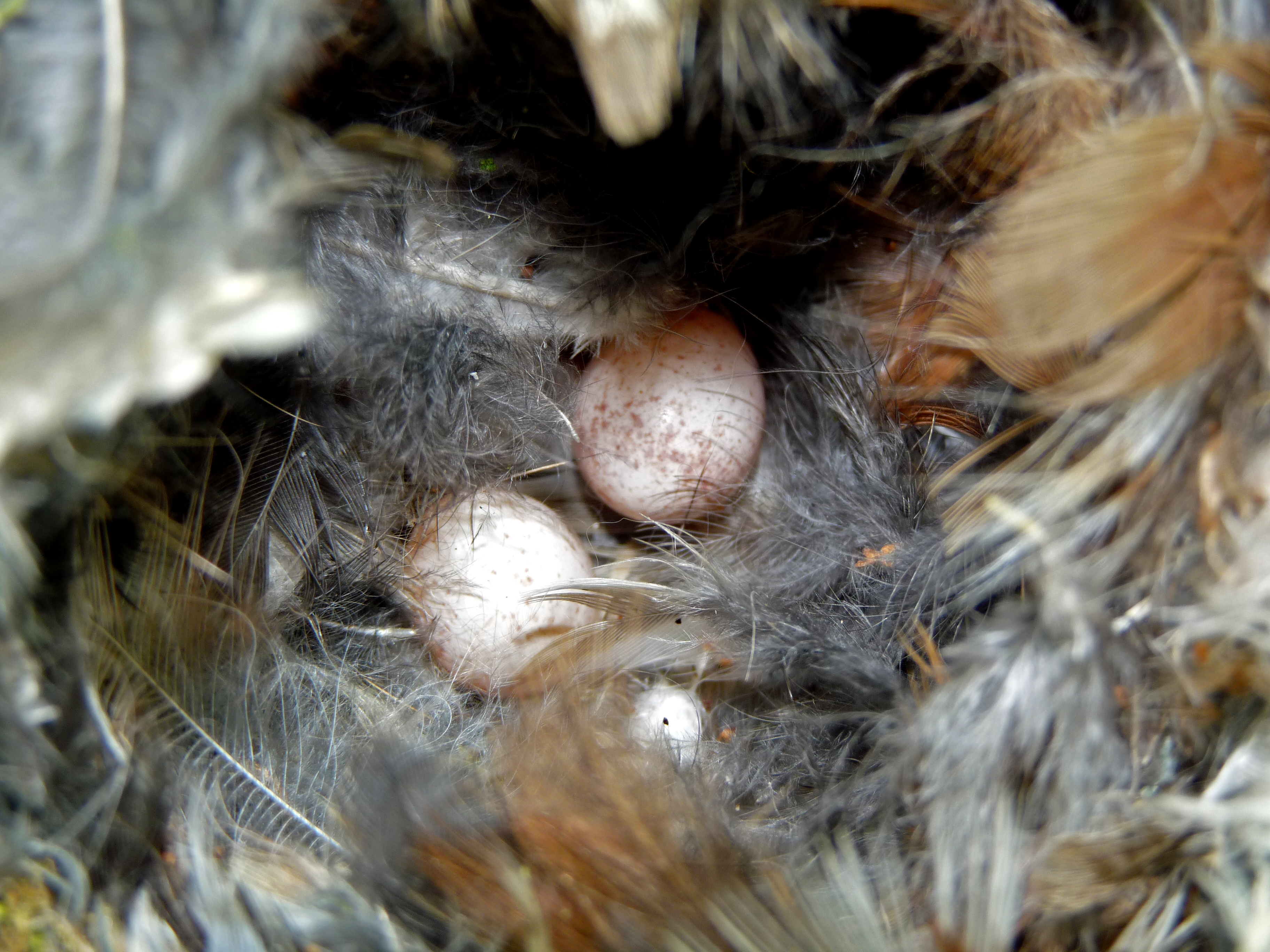
卵
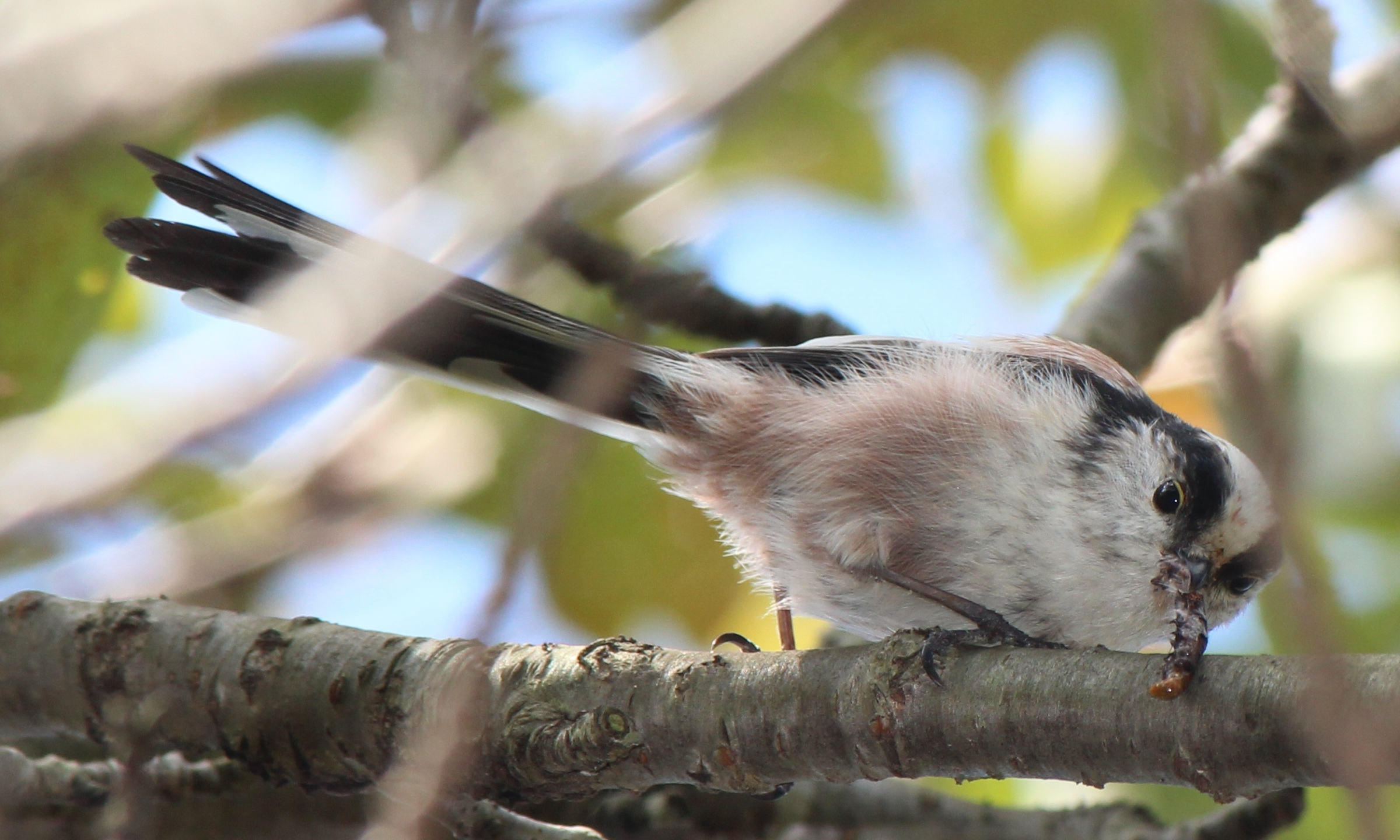
幼虫を捕食する
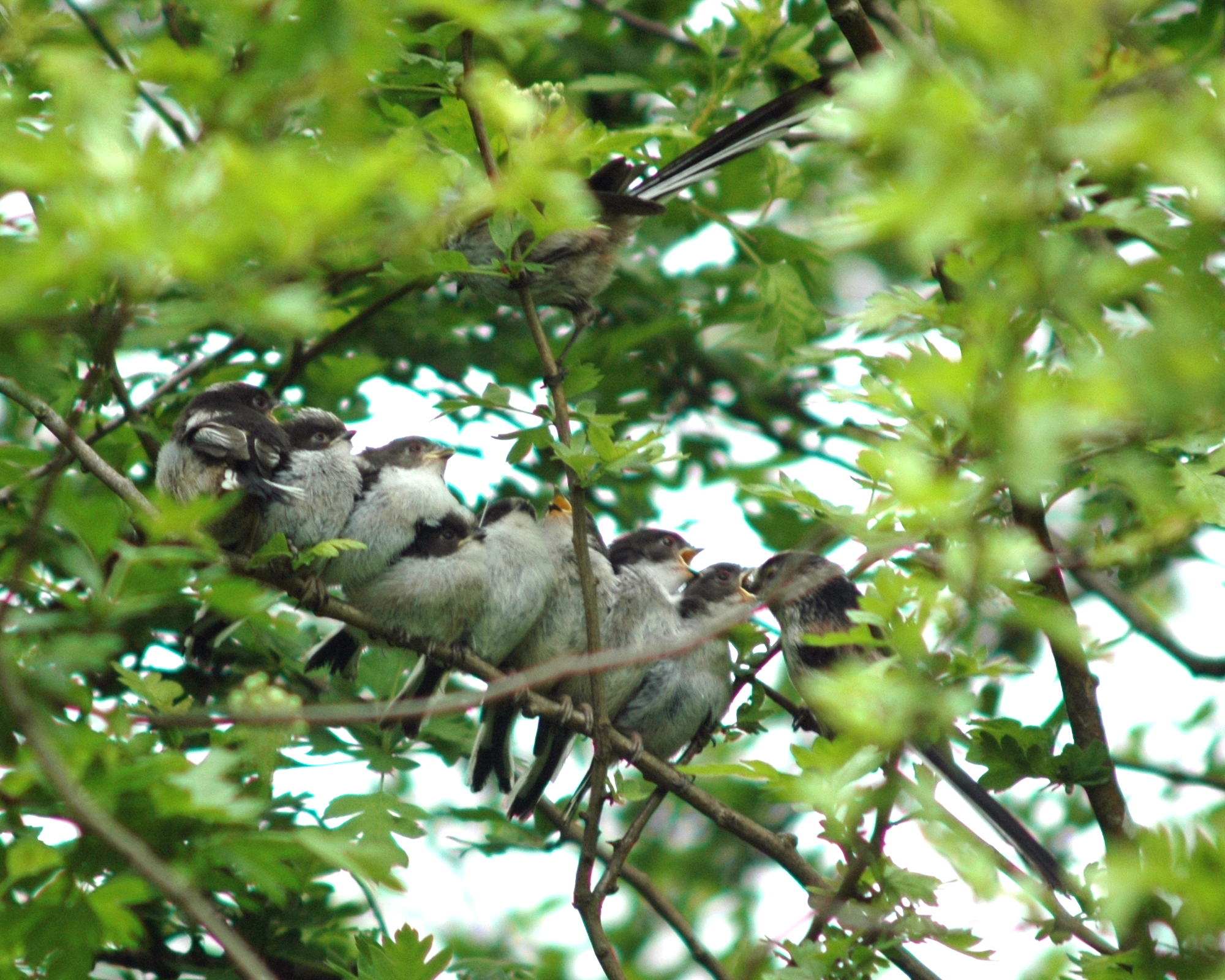
寄り添う雛に給餌する親

## 種の保全状況評価
日本の以下の都道府県でレッドリストの指定を受けている。
- 準絶滅危惧（NT） - 東京都北多摩地区[44]

## 人間との関わり
シマエナガは札幌市中心部の公園などにも生息するが、体が小さい上、動きも敏捷であるため撮影は難しいと評されている。
シマエナガは丸い体形と、白くて柔らかい羽毛に覆われた姿から「雪の妖精」という愛称で親しまれている。写真愛好家からは被写体として人気が高く、また複数の北海道土産商品、帯廣神社の御籤などのモチーフとして採用されている。このような人気のきっかけは2014年にバードウォッチャーの永井真人が、弟子屈町の宿の近くでシマエナガを観察できるという記事をバードウォッチング専門誌に寄稿したことがきっかけで、小原玲が2016年11月に講談社から出版した写真集『シマエナガちゃん』のヒットや、SNSによる写真の広まりなどが人気に拍車をかけたと評されている。
日本記念日協会は大寒の1月20日を「シマエナガの日」として登録している。これは札幌市在住の写真家で、2021年1月時点で約18万人のフォロワーを擁するTwitterアカウント「ぼく、シマエナガ。」を運営するやなぎさわごうが、寒さが厳しくなると羽毛を膨らませる鳥の特性から、1年で最も寒さが厳しくなると言われる「大寒」の1月20日を「シマエナガが一番丸く膨らみ、かわいい日」であると考えて申請したためで、この申請は2019年に受理された。「さっぽろ雪まつり」で展示される市民雪像は、人気のアスリートやキャラクターなど世相を表す作品が多数制作・展示されるという特徴があるが、2023年の開催時はシマエナガの雪像が多数制作された。